# Pseudogerespa niviferus
Pseudogerespa niviferus là một loài bướm đêm trong họ Erebidae.